# Paleopsychoda solignaci
Paleopsychoda solignaci är en tvåvingeart som beskrevs av Azar , Nel, Solignac, Paicheler och Philippe Bouchet 1999. Paleopsychoda solignaci ingår i släktet Paleopsychoda och familjen fjärilsmyggor.
Artens utbredningsområde är Libanon. Inga underarter finns listade i Catalogue of Life.